# The Family Dogg
The Family Dogg war eine britische Popgruppe, die von 1966 bis 1976 bestand.

## Geschichte
Die Idee für dieses Projekt wurde im Sommer 1965 geboren, als sich die beiden britischen Musiker Albert Hammond und Steve Rowland als Sänger der spanischen Gruppen Diamond Boys und Los Flaps bei einem Konzert in Madrid trafen. 1966 wurde dann zusammen mit Mike Hazlewood und der Sängerin Christine Holmes die Gruppe The Family Dogg gegründet, die vor allem durch ihren Harmoniegesang bestach. 1969 erschien das Album A Way of Life, deren Titelsong sich im Juli 1969 bis auf Platz 6 der Britischen Charts platzieren konnte. Die Led-Zeppelin-Mitglieder Jimmy Page und  John Paul Jones haben auf diesem Album als Gastmusiker mitgewirkt. Mit der Rare-Bird-Komposition Sympathy gab es im April 1970 einen Nr-2-Hit in der Niederländischen Hitparade. 1972 erschien das letzte Album The View from Rowland's Head mit Ireen Sheer als Sängerin und Chris Spedding als Gastgitarrist.

## Diskografie
Alben
- 1969: A Way of Life (Bell Records)
- 1972: The View from Rowland's Head (Buddah Records)
- 2014: A Way of Life: Anthology 1967–1976 (RPM Records / Cherry Red Records)